# 阿巴比尔 (宗教)

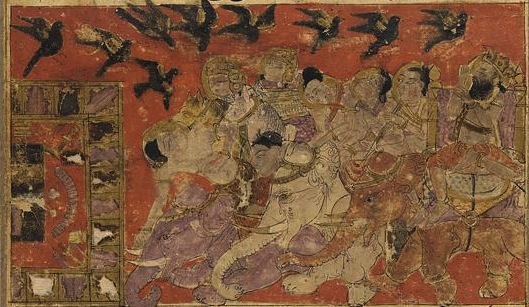
阿伯拉哈在天房外被飞鸟（阿巴比尔）投石块，《巴勒阿米史》14世纪抄本中的细密画插画

阿巴比尔（阿拉伯语：‎ ），字面意思为“群鸟”，是伊斯兰教传统中的一件奇迹。伊斯兰教传统上认为，在象年，阿克苏姆帝国的将军，希木叶尔的统治者阿伯拉哈率领象军进军麦加，意图摧毁天房时，发生了这一奇迹。进军至麦加郊外时，成群的鸟用黏土石头扔向象军，再加之瘟疫爆发，因此阻止了阿伯拉哈继续进军。《古兰经》105章的4-5节说：“他（安拉）曾派遣成群的鸟去伤他们，以粘土石射击他们，使他们变成吃剩的干草一样。”，阿拉伯语原文的“‎”一般译为“成群的鸟”。
这件事一般认为发生在公元570-571年之间，同时传统上也认为是先知穆罕默德出生的年份。

## 影响
关于阿巴比尔（‎）指的是何种鸟类，一般认为可能是雨燕或者燕子，有时也更具体地认为是线尾燕。在伊朗，阿巴比尔被认为是燕子，同时燕子也是神圣的鸟，因此有时波斯语及受其影响的印地语、乌尔都语等语言中会用‎来指燕子。
在现代的伊斯兰教国家，“阿巴比尔”这个名称被用在一些武器装备、组织等上面。如伊拉克的数款导弹（阿巴比尔-50、阿巴比尔-100等等），巴基斯坦于2017年开始装备的阿巴比尔导弹（أبابيل‬，Ababeel）等。伊朗的一款无人机也被称作“阿巴比尔”（有时也翻作“阿巴比”无人机）。巴勒斯坦哈马斯制造的一款无人机被叫做阿巴比尔1（‎，Ababeel1，简称A1）。阿巴比尔也是查谟和克什米尔一家NGO的名字。
伊斯兰网络战士（Izz ad-Din al-Qassam Cyber Fighters）发起的网络攻击被称作“燕子行动”（“阿巴比尔行动”）。